# Niphotragulus delkeskampi
Niphotragulus delkeskampi là một loài bọ cánh cứng trong họ Cerambycidae.